# Klasické lyžování

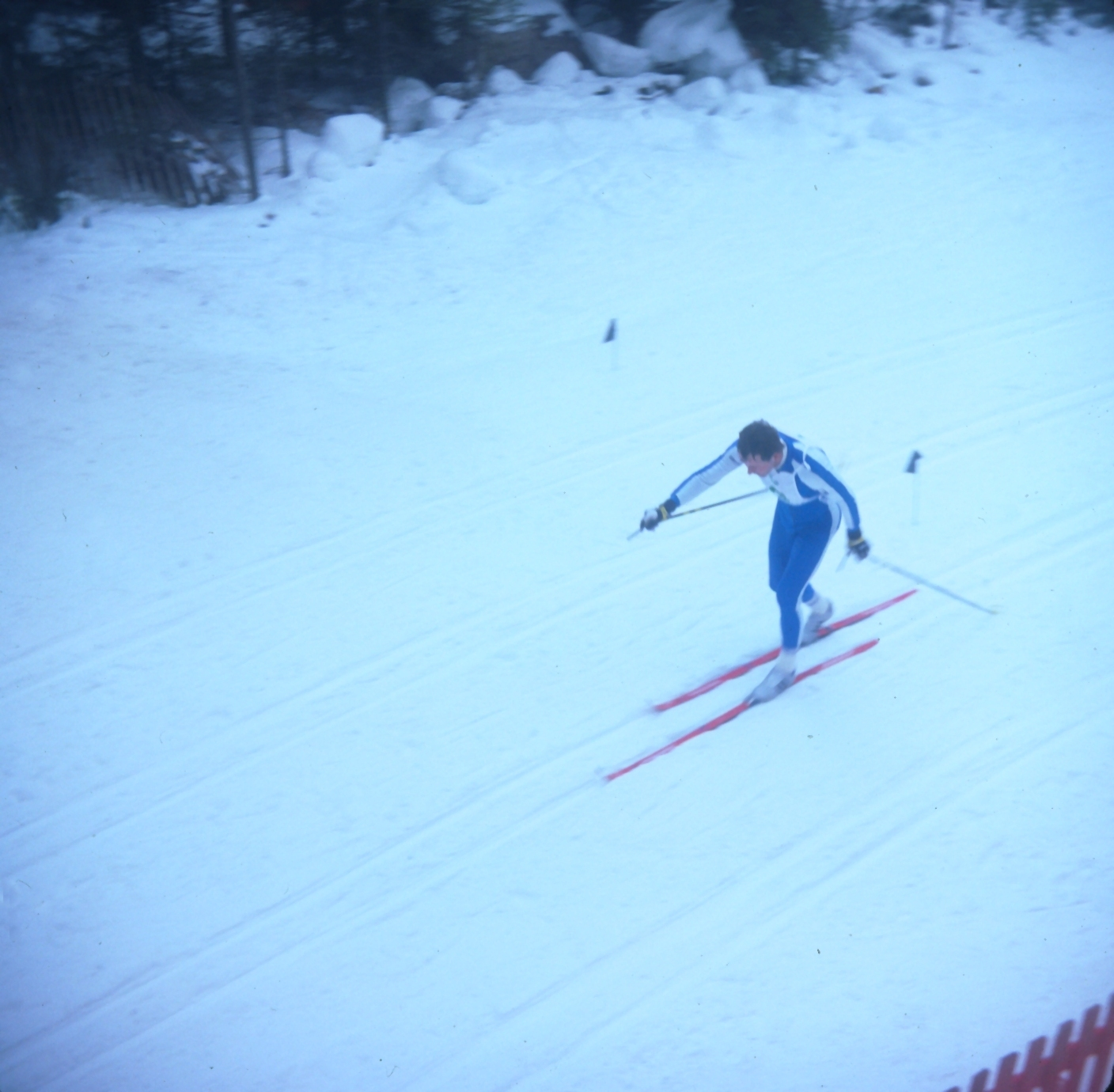
Klasické lyžování na ZOH 1980

Klasické nebo severské lyžování je typ lyžování, při němž není pata fixována k lyži, čímž se liší od alpského lyžování. Dělí se na tři odvětví: běh na lyžích, skoky na lyžích a severskou kombinaci. Mistrovství světa v klasickém lyžování pořádá Mezinárodní lyžařská federace, po několika změnách se nyní mistrovství koná každý lichý rok v zimě.
Biatlon kombinuje běh na lyžích se sportovní střelbou, mezi odvětví severského lyžování se ale nepočítá.